# Specialistofficer
Specialistofficer är en av tre delar i det flerbefälssystem som finns i den svenska Försvarsmakten. Specialistofficerare utbildas under 3 till 6 terminer (1,5-3 år), varefter anställning sker.
Inriktningar som specialistofficer finns i alla försvarsgrenar och omfattar följande kompetensområden: Markstrid, Amfibie, CBRN, Fältarbeten, Flyg, Försörjning, Indirekt bekämpning, Informationsoperationer, Ledningssystem, Luftvärn, Sjöstrid, Stridsledning, Teknisk tjänst, Ubåt samt Underrättelse- och Säkerhetstjänst.

## Antagningskrav
För tillträde till utbildningen krävs gymnasiebetyg i Svenska A, Matematik A, Engelska A, Samhällskunskap A. För dessa kurser krävs lägst betyget godkänd (G). Särskild behörighet krävs även. Denna behörighet varier med utbildningsinriktning. 
För utbildningsinriktning Amfibie krävs, till exempel, som särskild behörighet betyget Godkänd (G) i Svenska B, Matematik B.
I några av utbildningsinriktningarna krävs militär grundutbildning inom motsvarande funktion. För andra räcker det med aspirantutbildning. För sökande som genomgått militär grundutbildning krävs betyget JA-2-2. (lämplig ja/nej, Grundläggande militär utbildning 1-4, befattningsutbildning 1-4) Dessutom krävs för alla sökande godkända resultat vid fysiska och medicinska tester.

## Funktionsområden

### Artilleri
- Indirekt bekämpning, Sensor
- Indirekt bekämpning, Pjäs

### CBRN
- Chemical Biological Radiological & Nuclear Warfare

### Fältarbeten
- Ammunitions & minröjning
- Ingenjörtjänst
- Dyktjänst
- Brosystem
- Ingenjörbandvagn
- Motorredskap, maskinarbeten,markberedning

### Försörjning
- Flyg
- Mark
- Marin

### Ledning
- Ledningssystem flyg
- Ledningssystem marin
- Ledningssystem mark
- INFOOP telekrig mark
- INFOOP telekrig marin

### Luftstrid/STRIL/Flyg
- R3 - Räddning, Röjning, Reparation
- Flygledare (särskilda villkor)
- Uppdragsspecialist helikopter
- STRIL flygstridsledning
- STRIL luftbevakning

### Luftvärn
- Sensor (Undenhet 23)
- Bekämpning (RBS 23, 70, 97)

### Markstrid
- Stridsvagn 122 vagnchef
- Strf 90, vagnchef
  - Strf 90,skytte/spaningsgruppchef
- Skytte/spaningsgruppchef
- Jägargruppchef
- Granatkastar/eldledningsgruppchef
- Pionjärgruppchef
- Lvkv 9040, vagnchef
- Stab/Trossgruppchef (kvartermästare)

### Sjöstrid, amfibie, ubåt
- Amfibie
- Amfibie, bevakningsbåt
- Amfibie, nautik/båt
- EOD-röjdyk
- Sjöstrid, operatör undervattenstrid
- Sjöstrid, operatör luftförsvar
- Sjöstrid, operatör telekrig
- Sjöstrid, operatör samband/ledning
- Ubåt, operatör vapen/sensorsystem

### Teknisk tjänst
- Flygtekniker
- Helikoptertekniker/färdmekaniker
- Markteletekniker Flyg
- Skeppstekniker Amfibie
- Skeppstekniker Sjö
- Systemtekniker Amfibie
- Systemtekniker Sjö
- Vapentekniker Sjö
- Marktekniker Elektronik (Radar-Samband)
- Marktekniker Mekanik (Hjul-bandfordon/vapen)

### UND SÄK
- Mark
- Luftstrid (MSE - Mission Support Element)
- Sjö/Amf
- Bildtolkning
- Språkofficer/tolk
- Säkförband/MP

Källa:

## Utbildning
Specialistofficerare utbildas på 60 olika utbildningsinriktningar. Utbildningen äger rum under tre terminer (1,5 år), varefter anställning sker med sergeants grad.
Specialistofficerarna utbildas vid Militärhögskolan i Halmstad, Markstridsskolan i Kvarn och vid Sjöstridsskolan i Karlskrona. Därtill tillkommer utbildning vid funktionsskolorna (ex. Artilleriets stridsskola, Luftvärnets stridsskola, Logistikskolan, Försvarsmaktens underrättelse- och säkerhetscentrum, Markstridsskolan, Luftstridsskolan, Ledningsstridsskolan, Försvarsmaktens tekniska skola).

## Gradbeteckningar (2019–)

### Specialistofficerare
År 2019 gjordes vissa justeringar i systemet för specialistofficerarnas grader. Graden förste sergeant ändrades till sergeant (fortfarande OR-6) och den nya graden översergeant tillfördes. Graden fanjunkare bibehölls och fick en tredje inringad stjärna (pixelstjärna) på sina kragspeglar. Denna justering tydliggjorde förvaltarens samt regementes- och flottiljförvaltarens särställning. År 2023 tillfördes graden överfanjunkare mellan fanjunkare och förvaltare.
| OR/OF | Armén          | Flygvapnet     | Flottan        | Amfibiekåren (f.d Kustartilleriet) | Anmärkning (Exempel på befattning) |
| ----- | -------------- | -------------- | -------------- | ---------------------------------- | --- |
| OR-6  | Sergeant       | Sergeant       | Sergeant       | Sergeant                           | Examinerad OR (Specialistofficer) från någon av Försvarsmaktens officersutbildningar, en stjärna med streckad cirkel. (2. Sonarbefäl) |
| OR-6  | Översergeant   | Översergeant   | Översergeant   | Översergeant                       | Två stjärnor med streckade cirklar. (Sonarbefäl)                                                                                      |
| OR-7  | Fanjunkare     | Fanjunkare     | Fanjunkare     | Fanjunkare                         | Tre stjärnor med streckade cirklar. (Sonarofficer)                                                                                    |
| OR-7  | Överfanjunkare | Överfanjunkare | Överfanjunkare | Överfanjunkare                     | Tre stjärnor med streckade cirklar samt lövkrans undertill.                                                                           |

### Högre Specialistofficerare
Efter graden Fanjunkare har specialistofficeren möjlighet att läsa vidare, och genomför i så fall ett års utbildning på HSOU (Högre specialistofficersutbildning). Dessa kommer att vara färre till antalet än Fanjunkare och kommer ha en mer övergripande syn på verksamheten inom respektive arbetsfält. Den högsta OR-graden, Regementsförvaltare/Flottiljförvaltare blir endast några enstaka per garnison och arbetar i den högsta ledningen på garnisonen, regementet, flottiljen, såväl som på högkvartersnivå. I och med tjänsteställningsordningen har Sverige den lite ovanliga lösningen att tjänsteställningen mellan officerare och specialistofficerare är "saxade", där fänrik/löjtnant (OF1) har samma ställning som sergeant/översergeant (OR6); kapten (OF2) har samma ställning som fanjunkare (OR7); major/örlogskapten (OF3) har samma ställning som förvaltare (OR8); överstelöjtnant/kommendörkapten (OF4) samma ställning som regementsförvaltare/flottiljförvaltare (OR9) - med enda skillnaden att om någon av de de två måste ta befälet och är på samma nivå, så tar officeren befälet före specialistofficeren.
| OR/OF | Armén               | Flygvapnet         | Flottan            | Amfibiekåren (f.d Kustartilleriet) | Anmärkning (Exempel på befattning)                                                                              |
| ----- | ------------------- | ------------------ | ------------------ | ---------------------------------- | --- |
| OR-8  | Förvaltare          | Förvaltare         | Förvaltare         | Förvaltare                         | En stjärna med streckade cirkel samt en krona över. (Rådgivare till enhetschef; funktionschef)                  |
| OR-9  | Regementsförvaltare | Flottiljförvaltare | Flottiljförvaltare | Regementsförvaltare                | Två stjärnor med streckade cirklar samt en krona över. (Rådgivare till förbandschef, eller stab/general på HKV) |

## 2009–2019 Specialistofficersgrader
De nya specialistofficersgraderna fastställdes av överbefälhavaren den 24 oktober 2008.
SPECIALISTOFFICERSGRADER
| Armén och Amfibiekåren | Flottan            | Flygvapnet         | Kompetensnivå typbefattningar                                                                  |
| ---------------------- | ------------------ | ------------------ | ---------------------------------------------------------------------------------------------- |
| Förstesergeant         | Förstesergeant     | Förstesergeant     | specialistofficersexamen gruppchef instruktör operatör tekniker                                |
| Fanjunkare             | Fanjunkare         | Fanjunkare         | vidareutbildad specialistofficer stf plutonchef gruppchef operatör rutinerad tekniker          |
| Förvaltare             | Förvaltare         | Förvaltare         | rutinerad specialistofficer plutonchef troppchef kvalificerad operatör tjänstegrensföreträdare |
| Regementsförvaltare    | Flottiljförvaltare | Flottiljförvaltare | mycket rutinerad specialistofficer                                                             |

## 2009–2019 års gradbeteckningar
GRADBETECKNINGAR FÖR SPECIALISTOFFICERARE I ARMÉN
|          |                                                           |                                                         |                                                                        |
| Sergeant | Översergeant, tjänsteställning mellan fänrik och löjtnant | Fanjunkare, tjänsteställning mellan löjtnant och kapten | Regementsförvaltare, tjänsteställning mellan major och överstelöjtnant |

GRADBETECKNINGAR FÖR SPECIALISTOFFICERARE I FLOTTAN
|                |                                                         |                                                         |                                                                              |
| Förstesergeant | Fanjunkare, tjänsteställning mellan fänrik och löjtnant | Förvaltare, tjänsteställning mellan löjtnant och kapten | Flottiljförvaltare, tjänsteställning mellan örlogskapten och kommendörkapten |

GRADBETECKNINGAR FÖR SPECIALISTOFFICERARE I FLYGVAPNET
|                |                                                         |                                                         |                                                                       |
| Förstesergeant | Fanjunkare, tjänsteställning mellan fänrik och löjtnant | Förvaltare, tjänsteställning mellan löjtnant och kapten | Flottiljförvaltare, tjänsteställning mellan major och överstelöjtnant |